# François Annat
François Annat (Estaing, 1590 - Parijs, 14 juni 1670) was een Frans jezuïet, theoloog en schrijver.
Van 1654 tot 1670 was hij de biechtvader van koning Lodewijk XIV.  Hij was gekend als een vurig tegenstander van het jansenisme.

## Werken
- Opuscula theologica, 3 vol., Parijs, 1666